# Rabea Rogge
Rabea Patricia Rogge est une ingénieure et chercheuse en robotique allemande née en 1995 ou 1996 à Berlin-Schöneberg. En août 2024, elle est sélectionnée comme membre de la mission spatiale privée Fram2, qui décolle avec succès le 1er avril 2025 en temps universel coordonné (UTC), faisant d’elle la première femme allemande à voyager dans l’espace. Elle revient sur Terre le 4 avril 2025 après une mission de quatre jours autour des pôles terrestres.

## Jeunesse et éducation
Rabea Rogge grandit à Berlin-Schöneberg et manifeste dès l’enfance un vif intérêt pour la science et la technologie, notamment à travers des projets comme la programmation d’un robot R2-D2 inspiré de Star Wars. Après son baccalauréat au Georg-Büchner-Gymnasium à Berlin, elle étudie l’électrotechnique à la université technique de Berlin (TU Berlin), puis obtient son Bachelor et son Master en ingénierie électrique et technologies de l’information à l’École polytechnique fédérale de Zurich (ETH Zurich), avec une année d’études à Stockholm. À l’ETH Zurich, elle rejoint l’initiative spatiale académique suisse (ARIS) et obtient des licences de radioamateur (KD3AID aux États-Unis et LB9NJ en Norvège). Elle entreprend ensuite un doctorat en électrotechnique à l’Université norvégienne de sciences et de technologie (NTNU) à Trondheim, en Norvège, où elle se spécialise dans la navigation et le contrôle autonomes des véhicules de surface dans des conditions extrêmes, notamment en Arctique,. Entre décembre 2021 et avril 2023, elle dirige une équipe d’amateurs qui conçoit un prototype de satellite, testé lors d’un vol parabolique, remportant un concours de l’Agence spatiale européenne (ESA).

## Carrière spatiale
L’opportunité pour Rogge de devenir astronaute survient lors d’une expédition au Spitzberg (Svalbard), où elle rencontre Chun Wang, un millionnaire maltais ayant fait fortune dans les cryptomonnaies. Impressionné par son expertise, Wang, qui finance la mission privée Fram2 avec SpaceX, lui propose six mois plus tard, en août 2024, de rejoindre l’équipage,. Elle met alors son doctorat en pause pour se consacrer à cette mission.
En 2024-2025, elle s’entraîne à Los Angeles et en Alaska avec SpaceX pour se préparer à la mission.
La mission Fram2 décolle le 1er avril 2025 à 00:47 UTC depuis le Centre spatial Kennedy en Floride (soit le 31 mars 2025 à 20:47 heure locale EDT), utilisant la capsule Crew Dragon *Resilience* pour survoler les régions polaires en orbite rétrograde à 425-450 km d’altitude, une première historique,. La mission, qui dure quatre jours, se termine le 4 avril 2025 avec un atterrissage réussi dans l’océan Pacifique au large de la côte californienne, marquant la première fois qu’une capsule *Dragon* habitée atterrit dans le Pacifique. Prévue pour inclure 22 expériences scientifiques pour SpaceX, la NASA et des universités, elle comprend les premières radiographies humaines en orbite et l’étude de phénomènes lumineux similaires aux aurores. Rogge y occupe le rôle de pilote et supervise les expériences scientifiques sur l’adaptation humaine aux environnements extrêmes. L’équipage comprend Chun Wang (commandant), la réalisatrice norvégienne Jannicke Mikkelsen (commandante du vaisseau) et l’aventurier polaire australien Eric Philips (spécialiste de mission et officier médical). Le 1er avril 2025, elle établit un contact radio amateur avec des étudiants de l’université technique de Berlin, marquant un moment symbolique pour sa ville natale. Elle emporte avec elle une médaille commémorative d’Otto Lilienthal et une réplique miniature de la cloche de la liberté de la Mairie de Schöneberg.

## Impact et reconnaissance
La participation de Rogge à Fram2 marque une étape pour la diversité dans l’exploration spatiale allemande, où aucune femme n’avait volé dans l’espace auparavant,. Elle est la troisième Européenne à piloter un Crew Dragon après Andreas Mogensen et Walter Villadei. Son parcours inspire les jeunes, notamment les femmes, dans les sciences et technologies. L’astronaute de l’Agence spatiale européenne (ESA) Alexander Gerst lui adresse ses félicitations avant le lancement, soulignant son rôle pionnier. Sa mission est également saluée par le Deutsches Zentrum für Luft- und Raumfahrt (DLR) comme une avancée dans la privatisation de l’accès à l’espace.

## Vie personnelle
Rogge est passionnée par les environnements extrêmes, un intérêt qu’elle attribue à son enfance à Berlin et à ses expériences dans l’Arctique. Elle réside actuellement à Trondheim, en Norvège, où elle poursuit ses recherches doctorales lorsqu’elle ne participe pas à des missions spatiales.